# Ньюарк (Вісконсин)
Ньюарк (англ. Newark) — місто (англ. town) в США, в окрузі Рок штату Вісконсин. Населення — 1510 осіб (2020).

## Демографія
Згідно з переписом 2010 року, у місті мешкала 1541 особа в 593 домогосподарствах у складі 451 родини. Було 618 помешкань
Расовий склад населення:
| - 98,0 % — білих - 0,5 % — азіатів - 0,3 % — корінних американців - 0,1 % — чорних або афроамериканців |

До двох чи більше рас належало 0,5 %. Частка іспаномовних становила 1,8 % від усіх жителів.
За віковим діапазоном населення розподілялося таким чином: 20,3 % — особи молодші 18 років, 63,8 % — особи у віці 18—64 років, 15,9 % — особи у віці 65 років та старші. Медіана віку мешканця становила 47,0 року. На 100 осіб жіночої статі у місті припадало 101,4 чоловіків;  на 100 жінок у віці від 18 років та старших — 104,3 чоловіків також старших 18 років.
Середній дохід на одне домашнє господарство  становив 84 934 долари США (медіана — 79 135), а середній дохід на одну сім'ю — 94 219 доларів (медіана — 89 904). Медіана доходів становила 61 510 доларів для чоловіків та 42 813 долари для жінок. За межею бідності перебувало 4,0 % осіб, у тому числі 2,3 % дітей у віці до 18 років та 4,2 % осіб у віці 65 років та старших.
Цивільне працевлаштоване населення становило 825 осіб. Основні галузі зайнятості: виробництво — 26,8 %, освіта, охорона здоров'я та соціальна допомога — 16,5 %, будівництво — 8,5 %, роздрібна торгівля — 8,1 %.